# Ян Штраус
Ян Штраус (словац. Ján Strausz, 16 листопада 1942, Мукачево — 29 листопада 2017, Кошиці) — чехословацький футболіст, нападник. Кращий бомбардир клубу «Кошиці» у вищому чехословацькому дивізіоні — 115 м'ячів.

## Клубна кар'єра
Ян Штраус народився в Мукачевому, його батько також професійно займався футболом. Дебютував молодий футболіст в команді ВСС з Кошиць у 1963 році. Уже в перші сезони виступів за новий клуб він став одним із кращих бомбардирів клубу, за два сезони відзначившись у воротах суперників 22 рази. У 1965 році його призвали на військову службу, під час якої він грав у складі празької «Дукли». Хоча зіграв за нову команду лише 3 матчі, проте здобув звання чемпіона Чехословаччини. Під час проходження служби грав також за клуби «Дукла» (Комарно) і «Дукла» (Новаки). У 1967 році повернувся до кошицького клубу, де продовжував бути його кращим бобардиром до 1975 року. Усього за кошицьку команду зіграв понад 250 матчів у чемпіонаті, в яких відзначився 115 забитими м'ячами, що є рекордом для клубу. Усі свої м'ячі він забив із гри, жодного м'яча не забив з пенальті, з них 74 м'ячі забив головою. У 1975 році став гравцем команди «Татран» з Пряшева, а закінчив виступи в аматорському клубі «Банік» (Рожнява).
У 1965 році Ян Штраус зіграв свій єдиний матч за збірну Чехословаччини проти збірної Румунії у матчі відбору чемпіонаті світу 1966 року.
Помер Ян Штраус 29 листопада 2017 року в Кошицях.

## Досягнення
- Чемпіон Чехословаччини: 1965–1966